# Iancu Moscu
Iancu Moscu (n. 8 ianuarie 1926 - m. 24.10.2009), cunoscut și ca Ion Moscu, este un regizor de filme documentare român de origine evreiască.

## Filmografie
Iancu Moscu este regizorul a peste 150 de documentare, potrivit propriilor mărturisiri.
- Bucureștiul de ieri și azi (1959)
- 30 de operatori pîndesc eclipsa (1960)
- Ce sunt eclipsele? (1961)
- A căzut o floare (1962)
- Bastonașul (1962)
- Apa vie (1963)
- Cine sunt ei? (1963
- Pescuim în depărtări (1964
- Navigatori care dispar (1965)
- Fabrica de împachetat fum (1966)
- Sentința (1968
- Eternul feminin (1969) (titlul este împrumutat de la un eseu scris de Garabet Ibrăileanu)
- Conturul femeii și mișcarea (1969)
- Cum a fost posibil? (1969)
- Primul tur de manivelă (1970)
- Student la Iași (1970)
- România (1970)
- Orizont (1969 (1970)
- Printre tineri (1971)
- Primul tur de manivelă (1972)
- Dac-aș fi cowboy (1972)
- România, cronica eliberării (1974)
- Iarna unui pierde-vară (1974)
- A rămâne tu însuți (1975)
- Școala de inventatori (1978)
- Cântarea României (1978)
- O familie de agronomi (1979)
- România, pentru o lume fără arme (1980)
- Spectacolul spectacolelor (1980)
- Orașul teatrelor (1981)
- Porți către frăție (1983)
- Un fir lung cât 365 de zile (1985)
- Pomicultura, viticultura (1987)
- Soarele de pe masa dumneavoastră (1988)

## Premii
- 1966 - Mențiune specială la Festivalul de Film de la Cracovia[2] (Polonia) pentru filmul Navigatori care dispar.[3] („un film color, despre plutașii de pe Bistrița”, cf. Monitorul de Suceava[4])